# دادگاه قانون اساسی

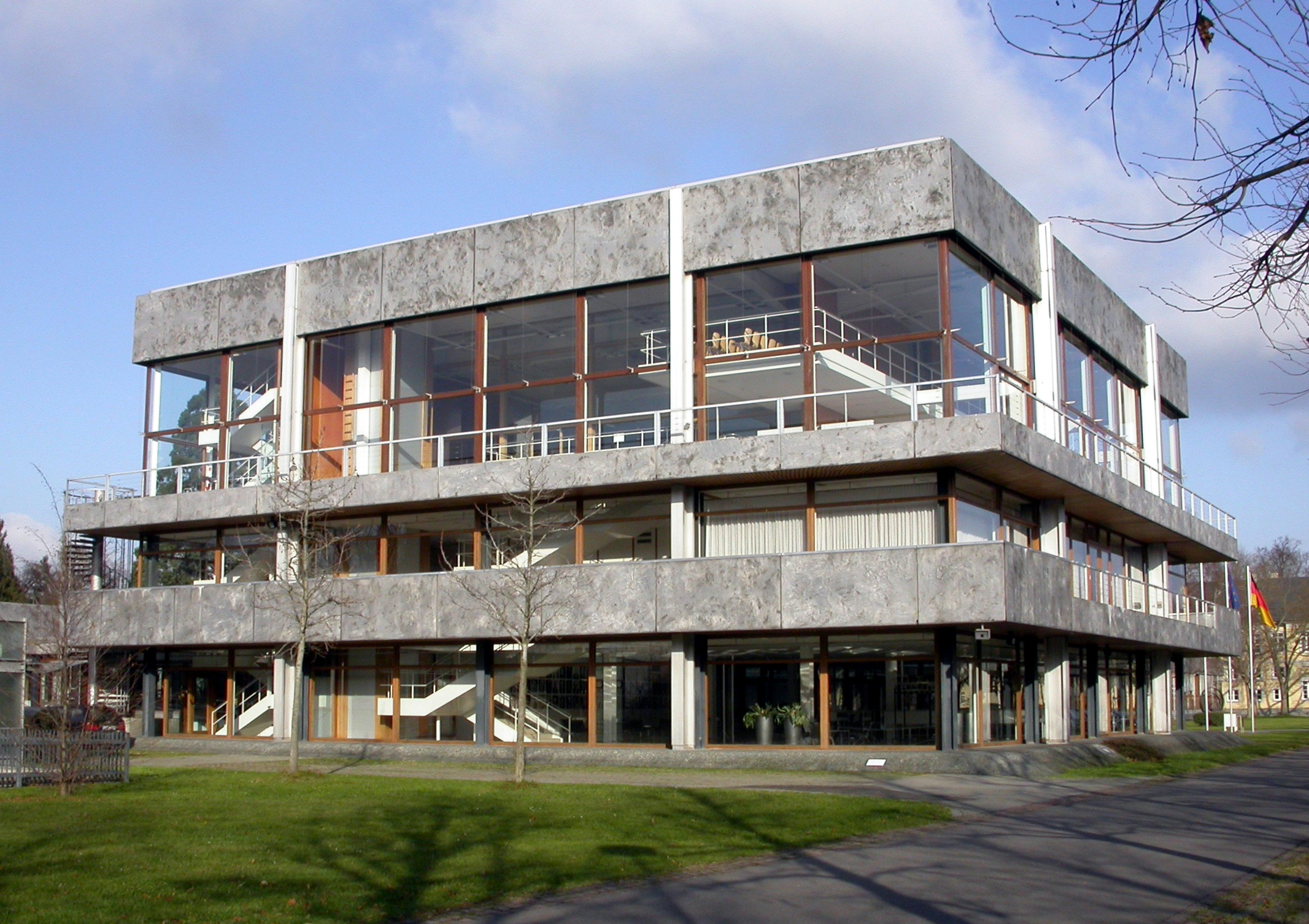
دادگاه فدرال قانون اساسی آلمان (Bundesverfassungsgericht) در کارلسروهه.

در شماری از کشورها نوعی از دادگاه عالی وجود دارد که تمرکز کار آن بر قانون اساسی کشور است. به این گونه از دادگاه، دادگاه قانون اساسی گفته می‌شود.
حوزهٔ اصلی اختیارات این دادگاه تصمیم بر این امر است که آیا قوانین موجود یا تازه‌مصوب با قانون اساسی کشور سازگاری دارد یا نه.
هم‌اینک چهل و نُه کشور جهان دارای دادگاه جداگانه برای قانون اساسی هستند. از جملهٔ این کشورها می‌شود به ترکیه، تاجیکستان، آلمان و مصر اشاره نمود.

## قضاوت دستورنامه‌ای
به کنترل قانون عادی بر مآخذ قانون اساسی که عملی قضایی می‌باشد، قضاوت دستورنامه‌ای گفته می‌شود. اصل برتری قانون اساسی ایجاب می‌کند کلیهٔ قوانین مصوب یک کشور با آن همخوانی داشته باشد. چراکه اگر امکان می‌داشت قانون عادی، قانون اساسی را نقض کند این دو گونه قانون عملاً در یک سطح واقع می‌شدند و تصویب قانون عادیِ خلاف قانون اساسی، حقوق اساسی افراد را دستخوش نوسانات زیانبار می‌کرد. با توجه به روش‌هایی که در جهان اجرا می‌شود دو شیوه کنترل وجود دارد:
- ۱- کنترل به وسیلهٔ دستگاه قضایی (دادگاه قانون اساسی)

در این شیوه اگر قضات هنگام رسیدگی، به قانونی برخورد کنند که سازگار با قانون اساسی نباشند حق دارند از اجراء آن خودداری کنند؛ یعنی قاضی که باید به نوعی مجری قانون باشد در عین حال ناظر بر همخوانی آن با قانون اساسی هم هست. این شیوه نخستین بار در سال ۱۸۰۳ (یعنی کمتر از ۲۰ سال پس از تصویب قانون اساسی آمریکا) توسط مارشال رئیس دیوان عالی ایالات متحده آمریکا معمول گردید.
- ۲- کنترل به وسیله ارگان سیاسی (شورای قانون اساسی)

دکترین حقوقی فرانسه با تکیه برهم‌سطح بودن و تفکیک قوای سه‌گانه هیچگاه موافق با کنترل قوانین توسط قوه قضاییه نبود. در این کشور مجلس سنا مدت‌ها عهده‌دار این مهم بود تا اینکه در سال ۱۹۴۶ (قانون اساسی جمهوری چهارم) ارگانی به نام «کمیته قانون اساسی» به وجود آمد. در جمهوری پنجم نیز «شورای قانون اساسی» جایگزین نهاد پیشین شد. در واقع در این شیوه یک عمل قضایی به ارگانی سیاسی سپرده می‌شود. در ایران نیز از همین روش پیروی شده و کنترل سازگاری قانون عادی با قانون اساسی و شرع به دوش شورای نگهبان است.